# شکلات (فیلم ۲۰۰۱)
«شکلات» (انگلیسی: Chocolate (2001 film)) یک فیلم است که در سال ۲۰۰۱ منتشر شد.